# メロディ・プレンティス
メロディ・プレンティス（Melodye Prentiss、イリノイ州シカゴ出身、1944年12月14日 - 2009年3月3日）は、米PLAYBOY誌1968年7月号のプレイメイト。彼女の中央見開き折込ページ（センターフォールド）はポンペオ・ポサル (Pompeo Posar) によって撮影された。
彼女がプレイメイトの被写体として「発掘された」時、メロディはPLAYBOY編集部の資料室で働いていた。彼女はシカゴ美術館スクール部門とシカゴ大学でファインアートと絵画を学んだ。